# 1989 en architecture
| Années de l'architecture : 1986 - 1987 - 1988 - 1989 - 1990 - 1991 - 1992    |
| Décennies de l'architecture : 1950 - 1960 - 1970 - 1980 - 1990 - 2000 - 2010 |

Cet article présente les faits marquants de l'année 1989 en architecture.

## Réalisations
- 29 mars : inauguration de la Pyramide du Louvre de Ieoh Ming Pei.
- juillet : inauguration de la Grande Arche de la Défense conçue par l'architecte Johann Otto von Spreckelsen.
- Jean Nouvel construit l'hôtel Saint-James à Bouliac.
- Construction de la cathédrale Sainte-Marie-et-Sainte-Hélène de Brentwood, en Angleterre.

## Récompenses
- Grand Prix de l'urbanisme : Michel Steinbach.
- Grand prix national de l'architecture : André Wogenscky ; Henri Gaudin (prix refusé par ce lauréat).
- Prix Pritzker : Frank Gehry.

## Naissances
- x

## Décès
- 22 janvier : Mikhaïl Possokhine (° 13 décembre 1910).
- 26 février : Jean Niermans (° 14 décembre 1897).
- 30 novembre : Hassan Fathy (° 23 mars 1900).